# つくば国際大学東風高等学校
つくば国際大学東風高等学校（つくばこくさいだいがくはるかぜこうとうがっこう）は、茨城県かすみがうら市上土田にあるつくば国際大学附属の私立高等学校。設置者は学校法人霞ヶ浦学園。

## 沿革
- 1998年 - 土浦第一女子高等学校をつくば国際大学高等学校土浦校舎に名称変更。茨城県新治郡千代田町（現在のかすみがうら市）につくば国際大学高等学校千代田校舎開校。
- 2009年 - つくば国際大学東風高等学校開校。つくば国際大学高等学校土浦校舎はつくば国際大学高等学校に名称変更。

## 教育組織
- 普通科
  - 特別進学コース
  - 進学コース
  - 医療・看護進学コース

## 実績
- クラブ活動　
  - 硬式テニス部が2011年にインターハイダブルス準優勝、2012年に個人で男女ともに関東大会出場。

## 著名な出身者
- 岡田桃香 - 女子野球選手